# Karaçay (Honaz)
Karaçay ist eine Kleinstadt im Landkreis Honaz der türkischen Provinz Denizli. Karaçay liegt etwa 44 km südöstlich der Provinzhauptstadt Denizli und 23 km südöstlich von Honaz. Karaçay hatte laut der letzten Volkszählung 1.253 Einwohner (Stand Ende Dezember 2010).
Das Verwaltungsgebiet von Karaçay gliedert sich in zwei Stadtteile, Cumhuriyet Mahallesi und Hürriyet Mahallesi, die jeweils von einem Muhtar verwaltet werden.